# Notarius grandicassis
Notarius grandicassis es una especie de pez de la familia Ariidae en el orden de los Siluriformes.

## Morfología
• Los machos pueden llegar alcanzar los 63 cm de longitud total.

## Reproducción
Parece que tiene lugar entre mayo y junio: la hembra pone 20-30 huevos (con un diámetro de 10 a 12 mm ) aglutinados en una sustancia mucosa. El macho los protege durante 10 a 12 días hasta que es el momento de la eclosión.

## Distribución geográfica
Se encuentra en los ríos y estuarios entre el Golfo de Venezuela y la desembocadura del río Amazonas.